# František Krejčí
František Krejčí (Praga, 26 febbraio 1898 – 25 marzo 1975) è stato un calciatore cecoslovacco, di ruolo difensore.

## Carriera

### Nazionale
Il 28 giugno 1922 debutta contro la Jugoslavia (4-3).